# Super Constellation Flyers Association
Die Super Constellation Flyers Association (auch: SCFA) ist ein Verein in Auflösung nach Schweizer Recht mit Domizil in Basel, dessen Zweck es war, den Betrieb und Unterhalt einer Lockheed Super Constellation zu sichern. Im Februar 2019 wurde beschlossen, den Verein aufzulösen, falls nicht bis zum Stichtag 20. April 2019 die Summe von 20 Millionen Franken für eine Sanierung des Flugzeuges HB-RSC garantiert werden konnte, was nicht gelang.

## Geschichte
Die Gründungsmitglieder des Vereins setzten sich Anfang des Jahres 2000 zum Ziel, eine Lockheed Super Constellation zu kaufen und in Europa zu betreiben. Die ursprünglich in der Dominikanischen Republik gekaufte Maschine wurde im Frühjahr 2000 nach Avra Valley/Arizona überflogen. Dort wurden aufwändige Restaurationsarbeiten durchgeführt und das Flugzeug mit dem Kennzeichen N105CF im US-Luftfahrtregister immatrikuliert. Im November 2000 erfolgte ein Überflug der N105CF nach Opa Locka/Florida. Dort wurde das Flugzeug von Experten der US-Aufsichtsbehörde geprüft. Die Lizenz für den Überflug nach Europa und den Betrieb als Flugzeug mit Passagieren wurde aber verweigert. Die Arbeiten an dem Flugzeug wurden deshalb eingestellt und das Flugzeug auf einen Abstellplatz nach Avra Valley überstellt.
Anfang 2003 konnte der Verein einen Leasing-Kaufvertrag für eine flugfähige Super-Constellation mit gültiger Lizenz in die Wege leiten. Das Flugzeug der Constellation Historical Society aus Camarillo wurde mit dem Kennzeichen N73544 im US-Luftfahrtregister eingetragen und wurde im Mai 2004 nach Basel überflogen. Bis 2016 war die Super-Constellation unter dem Kennzeichen HB-RSC im Einsatz.
Der Verein wurde im September 2015 von ca. 3'500 zahlenden Mitgliedern unterstützt. Die Super-Constellation war pro Jahr ca. 60h bis 70h in der Luft und trat bis 2016 auf Flugschauen in ganz Europa auf. Wegen eines Bremsschadens bei einem Rolltest 2017 und später zusätzlichen strengeren Auflagen wurden umfangreiche Reparaturen und Sanierungen notwendig, für welche bis im Frühjahr 2019 keine Finanzierung garantiert werden konnte.
Im Juli 2019 wurde das Flugzeug an einen neuen Eigner verkauft, wobei Stillschweigen über seine Identität vereinbart wurde. Das Flugzeug wurde demontiert und in November 2019 nach Bremgarten transportiert, dies verbunden mit der Hoffnung, dass die erforderliche Revision des Flügels gemacht werden und das Flugzeug in der Zukunft wieder fliegen könnte. Für den letzten Transport, denjenigen des Rumpfes, war vom BAZL ein Spezialgerüst vorgegeben worden, damit sich der Rumpf nicht verziehen konnte. Für die Behebung der Schäden in den Flügeln wurde mit einer Zeit von 3 Jahren gerechnet.

### Flugzeuge

#### HB-RSC

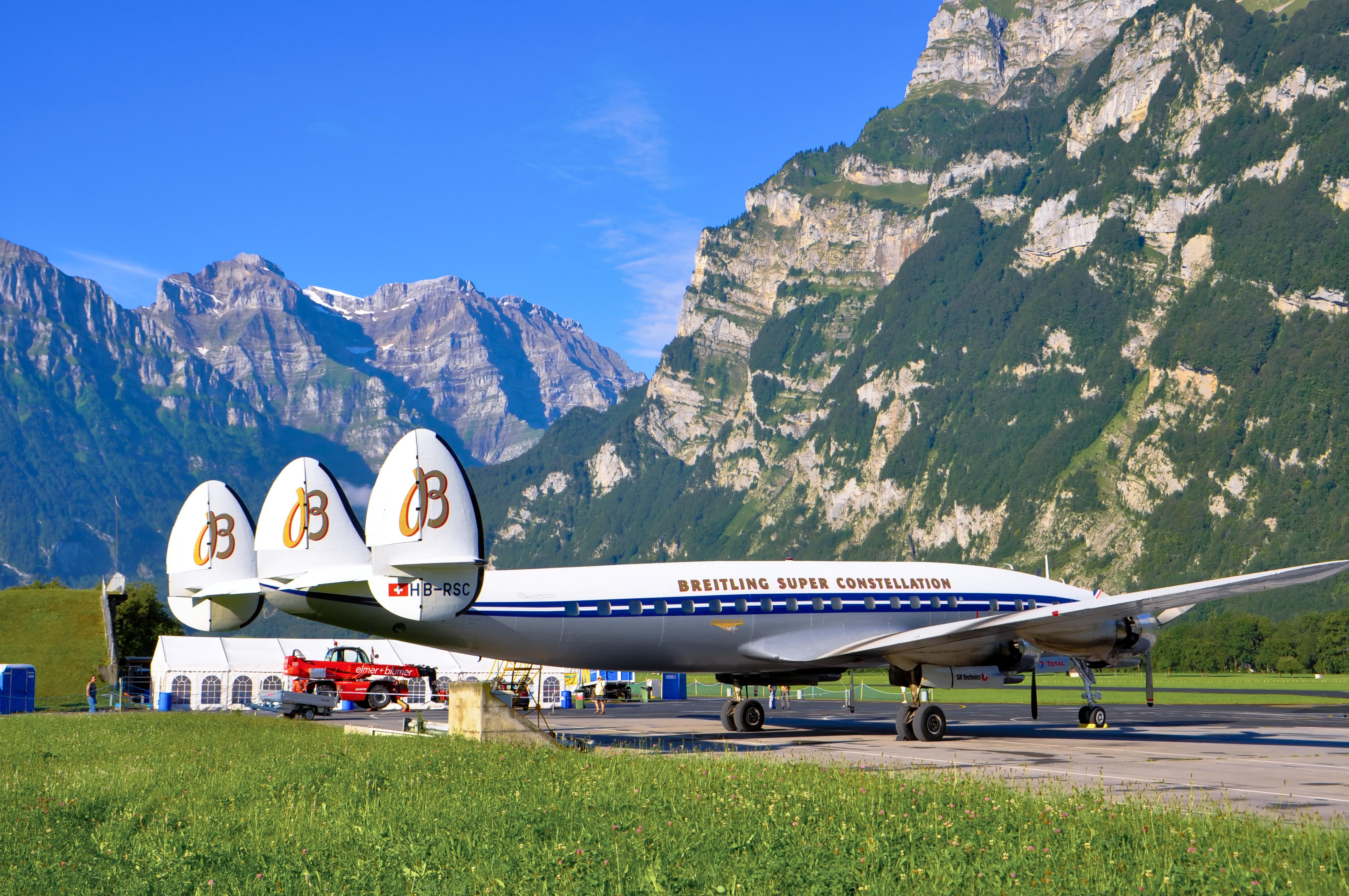
Breitling Super Constellation auf dem Flugplatz Mollis in der Schweiz (2011)

Unter dem Luftfahrzeugkennzeichen HB-RSC betrieb der Verein eine Lockheed Super-Constellation L-1049, die im Jahre 1956 als militärische Frachtversion, C-121C, an den Military Air Transport Service (MATS) übergeben wurde. 1972 wurde die Maschine ausser Dienst gestellt und von der Firma Aviation Specialties gekauft, mit der Absicht, die Maschine zu einem Feuerlöschflugzeug umzubauen. Dies wurde allerdings nie umgesetzt und die L-1049, mittlerweile mit dem zivilen Kennzeichen N73544 war, mit Unterbrechungen, danach an Flugschauen in den USA zu sehen. Im Dezember 2003 unterzeichneten der Vorstand der SCFA und der Besitzer des Flugzeuges einen Leasing/Kauf-Vertrag. Im April/Mai 2004 wurde die nunmehr als "Star of Switzerland" getaufte Maschine über mehrere Etappen von Camarillo nach Basel überflogen und als HB-RSC beim Bundesamt für Zivilluftfahrt als historisches Flugzeug in der Schweiz registriert. Danach flog die HB-RSC regelmässig als einzige noch flugfähige Super-Constellation in Europa. Zugelassen war das Flugzeug für den Transport von maximal 40 Passagieren.

#### HB-IRJ
Der Verein SCFA betrieb als Haupthalter die seit dem 14. April 2009 im Schweizer Register eingetragene Douglas DC-3 mit dem Baujahr 1940 und der Seriennummer 2204. Er führte im Auftrag der Besitzer damit bis zur Austragung aus dem Register am 20. März 2019 Rundflüge in der Schweiz und im Ausland durch. Die DC-3A war zugelassen für 30 Passagiere.

#### N105CF
Die vom Verein ursprünglich gekaufte Maschine verblieb an ihrem Standort Avra Valley/Arizona und erlangte nie die Flugtüchtigkeit. Hauptgrund war, dass die US-Flugaufsichtsbehörde FAA keine Zulassungen an große Verkehrsflugzeuge mit Kolbenmotoren mehr ausstellen wollte. Die SCFA verkaufte die Maschine letztendlich an die australische Historical Aircraft Restoration Society, welche das Flugzeug als «Ersatzteillager» für ihr eigenes Projekt, der Erstellung der Flugtüchtigkeit einer Super-Constellation, nutzt.

## Organisation
Der Verein umfasste zwei Arten von Mitgliedschaften: die sogenannten Association Members sowie die Supporter Members. Erstere kapitalisieren den Verein mit einem einmaligen Beitrag und waren im Gegensatz zu den Supportern stimmberechtigt. Die Association Members wählten auch den Präsidenten sowie die Verantwortlichen für Flugbetrieb, Unterhalt, Finanzen und Marketing.
Die Mitgliedschaft als Supporter berechtigte an der Teilnahme von Flügen mit den vom Verein betriebenen Flugzeugen sowie Vergünstigungen beim Kauf von Souvenierartikeln. Für die Teilnahme an Rundflügen innerhalb und startend von der Schweiz ins europäische Ausland war aus zulassungsrechtlichen Gründen eine Vereinsmitgliedschaft sowie ein Unkostenbeitrag nötig. Bei Rundflügen an Flugschauen ausserhalb der Schweiz waren Ausnahmen möglich, abhängig von lokal gültigen Vorschriften für den Betrieb mit historischen Flugzeugen.
Die Betriebs- und Wartungskosten der HB-RSC wurden hauptsächlich von Sponsoren- und Mitgliederbeiträgen sowie der Mitarbeit von Freiwilligen getragen. Für Wartung- und Betrieb bestanden Verträge mit SR Technics und dem Uhrenhersteller Breitling sowie weiteren Sponsoren aus der Privatwirtschaft. Als Crew fungierten ehemalige und aktive Piloten und Flugbegleiter. Die Piloten und Flugingenieure verfügten über eine gültige Fluglizenz nach Vorgaben der EASA für mehrmotorige Zivilflugzeuge mit drei Mann-Cockpit mit entsprechender Musterberechtigung. Der Verein führte zum Erhalt der Berechtigungen regelmässig Schulungsflüge durch.